# Louis Dubourdieu
Pour les articles homonymes, voir Dubourdieu.
Louis Thomas Rose Napoléon, baron du Bourdieu, né en Martinique le 15 juin 1804 et mort à Toulon le 28 juin 1857, est un amiral français. Il est inhumé au cimetière central de Toulon.

## Biographie
Fils de Bernard Dubourdieu et élève du collège de la marine d'Angoulême, il se distingua au bombardement de Cadix en 1823, passa enseigne de vaisseau en 1825, prit part à la bataille de Navarin où il eut la cuisse coupée par un boulet de canon. Il fut à la suite de ce combat nommé chevalier de Saint-Louis et lieutenant de vaisseau (1827).
Capitaine de frégate en 1831, puis capitaine de vaisseau en 1840, il commanda la station des Antilles sur la frégate Le Calypso de 1842 à 1844.
Commandant supérieur de la marine à Alger, il fut promu contre-amiral le 7 juillet 1848 et mis à la tête d'une division de l'escadre de la Méditerranée en 1850, qu'il commanda en chef par intérim. Chargé d'obtenir satisfaction pour les actes de piraterie commis sur les côtes du Maroc, il bombarda Salé, et, sa mission terminé, fut promu grand officier de la Légion d'honneur le 15 décembre 1851, puis vice-amiral le 3 février 1852.
Il fut nommé préfet maritime de Toulon en 1852. Les services qu'il rendit à ce poste lors de la guerre de Crimée le firent entrer au Sénat le 12 juin 1856.